# Telema bella
Telema bella es una especie de arañas araneomorfas de la familia Telemidae.

## Distribución geográfica
Es endémica de cuevas en la isla de Hainan (China).